# Mongolia Cup 2019
Der Mongolia Cup 2019, auch als MFF Cup oder MFF Tsom bekannt, war ein jährlich stattfindender Pokalwettbewerb in der Mongolei. Organisiert wurde der Wettbewerb vom mongolischen Verband, der Mongolian Football Federation. Der Wettbewerb begann mit der ersten Runde am 7. Juni 2019 und endete mit dem Endspiel am 30. Oktober 2019. Titelverteidiger war Athletic 220 FC.

## 1. Runde
| Datum         |                     | Ergebnis        |                               |
| ------------- | ------------------- | --------------- | ----------------------------- |
| 7. Juni 2019  | Western FC          | 1:4             | Khaan Khuns Titem             |
| 8. Juni 2019  | INH FC              | 00:14           | FC Sumida-Gepro               |
| 8. Juni 2019  | Tuv Buganuud        | 5:2             | Darkhan Shiluus               |
| 8. Juni 2019  | DMU FC              | 1:5             | SP Falcons                    |
| 9. Juni 2019  | FC Sumida-Gepro     | 3:3 (5:4 i. E.) | Taliin Khukh Arslan           |
| 9. Juni 2019  | Hunters FC          | 2:1             | Ulaanbaataryn Mazaalaynuud FC |
| 9. Juni 2019  | KhAD FC             | 0:10            | BCH Lions                     |
| 9. Juni 2019  | Mongoliin Temuulel  | 12:10           | Shonkhoruud                   |
| 10. Juni 2019 | Kharaatsai          | 1:7             | Khoromkhon Club               |
| 11. Juni 2019 | Khovd FC            | 5:1             | Khuree Khovguud FC            |
| 12. Juni 2019 | Soëmbyn Barsuud     | 16:00           | Oul FC                        |
| 13. Juni 2019 | Khukh Chononuud     | 1:7             | Erchim FC                     |
| 17. Juni 2019 | Athletic 220 FC     | 7:1             | Dorno FC                      |
| 18. Juni 2019 | Ulaanbaatar City FC | 14:00           | Khan-Uul Duureg               |
| 19. Juni 2019 | Anduud City FC      | 1:3             | Khangarid FC                  |
| 20. Juni 2019 | FC Ulaanbaatar      | 1:3             | Deren FC                      |

## Achtelfinale
| Datum        |                    | Ergebnis |                     |
| ------------ | ------------------ | -------- | ------------------- |
| 3. Juli 2019 | Soëmbyn Barsuud    | 0:3      | Khangarid FC        |
| 4. Juli 2019 | SP Falcons         | 5:0      | Khovd FC            |
| 5. Juli 2019 | Athletic 220 FC    | 5:0      | FC Sumida-Gepro     |
| 6. Juli 2019 | Khanters           | 0:2      | BCH Lions           |
| 7. Juli 2019 | FC Sumida-Gepro    | 00:11    | Erchim FC           |
| 7. Juli 2019 | Deren FC           | 8:0      | Tuv Buganuud        |
| 7. Juli 2019 | Khaan Khuns Titem  | 3:4      | Khoromkhon Club     |
| 7. Juli 2019 | Mongoliin Temuulel | 00:17    | Ulaanbaatar City FC |

## Viertelfinale
| Datum                   |                     | Gesamt |                 | Hinspiel | Rückspiel |
| ----------------------- | ------------------- | ------ | --------------- | -------- | --------- |
| 30. Juli/7. August 2019 | Athletic 220 FC     | 11:20  | Khoromkhon Club | 3:2      | 8:0       |
| 31. Juli/8. August 2019 | Deren FC            | 2:3    | Erchim FC       | 0:3      | 2:0       |
| 31. Juli/6. August 2019 | Ulaanbaatar City FC | 5:8    | Khangarid FC    | 3:5      | 2:3       |
| 31. Juli/7. August 2019 | BCH Lions           | 1:5    | SP Falcons      | 0:2      | 1:3       |

## Halbfinale
| Datum                  |                 | Gesamt |            | Hinspiel | Rückspiel |
| ---------------------- | --------------- | ------ | ---------- | -------- | --------- |
| 17./24. September 2019 | Athletic 220 FC | 1:2    | Erchim FC  | 0:1      | 1:1       |
| 18./25. September 2019 | Khangarid FC    | 3:5    | SP Falcons | 1:1      | 2:4       |

## Finale
| Datum            |           | Ergebnis |            |
| ---------------- | --------- | -------- | ---------- |
| 30. Oktober 2019 | Erchim FC | 3:2      | SP Falcons |